# Morton Hamermesh
Morton Hamermesh (* 27. Dezember 1915 in Brooklyn; † 14. November 2003 in Minneapolis) war ein US-amerikanischer theoretischer Physiker.

## Leben
Hamermesh studierte am City College of New York (Bachelor 1936) und wurde an der New York University 1940 promoviert. Danach lehrte er an der Stanford University (als Instructor 1942/43), der New York University, um dann ans Argonne National Laboratory zu gehen, als Direktor der Physik-Abteilung 1959 bis 1963 und danach bis 1965 als Associate Director des Labors. 1965 wurde er Professor an der University of Minnesota und Chairman der dortigen School of Physics and Astronomy (SPA). 1969 war er an der State University of New York at Stony Brook, ebenfalls als Chairman der Fakultät. 1970 war er wieder an der University of Minnesota als Chairman der SPA bis 1975 und dann als Professor bis zu seiner Emeritierung im Dezember 1985. Schon in den 1980er Jahren hielt er Vorlesungen in China.
Hamermesh ist noch heute durch sein Lehrbuch der Gruppentheorie für Physiker bekannt, das weite Verbreitung fand.

## Privates
Zu seinen Lieblingsbeschäftigungen zählte neben Sprachen auch das Schachspiel. Darin brachte er es zu einer meisterlichen Spielstärke. Am 6. Dezember 1933 belegte er in einem Schnellturnier im Marshall Chess Club in New York den 6. Platz u. a. hinter Capablanca, Fine und Reshevsky. 1958/59 gewann er mit Zürich-Oerlikon die Schweizerische Gruppenmeisterschaft. Im Februar 1984 erhielt er von der Schachföderation der Vereinigten Staaten die Ehrenmitgliedschaft.
Hamermesh starb 2003 im Abbott Northwestern Hospital in Minneapolis nach einem Herzinfarkt. Bis zu seinem Tod war er 62 Jahre lang mit Madeline verheiratet. Er hatte zwei Söhne Daniel und Lawrence und eine Tochter Deborah White.

## Schriften
- Group theory and its application to physical problems. Dover (zuerst 1962)